# Museu de Olaria
O Museu de Olaria localiza-se em Barcelos e é dedicado à arte de olaria. Está instalado na antiga Casa dos Mendanhas.
O Museu foi criado, com o nome de Museu Regional de Cerâmica Popular, em 1963 após a doação de uma colecção recolhida pelo etnógrafo Joaquim Sellès Paes de Villas Boas. O alargamento das colecções à olaria nacional, fez com que se alterasse a designação para Museu de Olaria.
O seu acervo é resultante de doações, trabalhos de campo em centros oleiros extintos ou em vias de extinção e outros ainda em laboração além de aquisições a particulares e antiquários.
Podem ser observadas peças produzidas em todos os centros produtores de olaria em Portugal, assim como de alguns países de expressão portuguesa, nomeadamente, olaria utilitária, figurado de Barcelos e de outras regiões (com destaque para as peças da barrista Rosa Ramalho), olaria de construção, objectos ligados à produção olárica, além de um grande fundo documental. 